# Amel-sur-l’Étang
Amel-sur-l’Étang – miejscowość i gmina we Francji, w regionie Grand Est, w departamencie Moza.
Według danych na rok 1990 gminę zamieszkiwały 132 osoby, a gęstość zaludnienia wynosiła 9 osób/km² (wśród 2335 gmin Lotaryngii Amel-sur-l’Étang plasuje się na 913. miejscu pod względem liczby ludności, natomiast pod względem powierzchni na miejscu 353.).